# عبد الله الحمادي (لاعب كرة قدم مواليد 2000)
عبد الله إبراهيم الحمادي (مواليد 19 يوليو 2000، لاعب كرة قدم إماراتي يجيد اللعب كمدافع يلعب حالياً مع نادي الشارقة في دوري الخليج العربي الإماراتي.

## مسيرة اللاعب
بدأ مع نادي الشارقة و أعير إلى نادي حتا في صيف 2023.